# Човек који је бацио атомску бомбу на Хирошиму
Човек који је бацио атомску бомбу на Хирошиму је југословенски филм из 1972. године. Режирао га је Јоаким Марушић, а сценарио су писали Алојз Мајетић и Мишел Перин.

## Улоге
| Глумац                     | Улога             |
| -------------------------- | ----------------- |
| Угљеша Којадиновић         | Дејвид Џон        |
| Петар Банићевић            | Тужилац           |
| Светолик Никачевић         | Судија            |
| Раде Марковић              | Бранилац          |
| Татјана Бељакова           | Дејвидова супруга |
| Милутин Бутковић           |                   |
| Душан Голумбовски          |                   |
| Ђорђе Јелисић              |                   |
| Воја Мирић                 |                   |
| Славко Симић               |                   |
| Властимир Ђуза Стојиљковић |                   |
| Марко Тодоровић            |                   |
| Власта Велисављевић        |                   |
| Михајло Викторовић         |                   |